# Капилья-дель-Монте
Капилья-дель-Монте (исп. Capilla del Monte) — город и муниципалитет в департаменте Пунилья провинции Кордова (Аргентина). Название города означает «часовня на холме».

## История
До прихода испанцев в этих местах находились индейские поселения. Испанскими поселенцами в XVI веке была возведена небольшая часовня на холме. В конце XIX века благодаря деятельности Адольфа Дёринга этим местом заинтересовались богатые люди из Кордовы, которые начали строить здесь дома. В конце XX века здесь начали массово селиться аргентинские любители природы, благодаря чему население удвоилось.